# 下田街道
下田街道（しもだかいどう）は、東海道、三島宿の三島大社を起点に、伊豆の国市韮山・大仁・伊豆市湯ヶ島を通り、天城峠を越えて河津町梨本に至り、さらに小鍋峠を越え、下田市箕作・河内を経て下田に至る通計十七里十四町二十一歩の口伊豆（北伊豆）と奥伊豆（南伊豆）とを結ぶ幹線道路であった。江戸時代には下田路と呼ばれた。現在の国道414号（一部区間は国道136号と重複）にあたる。

## 歴史
天城山が伊豆を南北に分断し、北伊豆から隔てられた南伊豆では物資の輸送は海運に依存していたため、陸上路である三島 - 下田間の下田街道の整備・発達はかなり遅れたと考えられている。人馬の継立場が史料面から確認できたのは江戸中期の1742年（寛保2年）である。江戸幕府成立後、大半が天領だった伊豆国だが、1697年（元禄10年）を境に旗本領が増加し、のちに沼津藩領、掛川藩領、小田原藩領が各地に置かれたことから、江戸中期頃から通行が増加し、継立場が設置されたと考えられる。幕末、通行人の数が増大し盛況を呈したが、沿線の村々には人場継立等の負担が重くのしかかり、明治時代に至っても多大な借入金に苦しんだ。大正から昭和初期に入っても、下田街道は人の往来が主であり、物資輸送は海運が中心であった。
戦後の昭和後期には、モータリゼーションが起こるなどの交通事情の変化に伴って、新天城トンネルの開通や、日本最大規模のループ高架橋である河津七滝ループ橋が建設されるなど、現代の道路機能を備えることとなり、下田街道の道筋は県道（主要地方道）から一般国道414号に昇格した。

### 年表
- 1880年（明治13年） 北伊豆で馬車が走る。
- 1899年（明治32年） 豆相鉄道 三島 - 大仁間に鉄道敷設。
- 1904年（明治37年） 旧天城トンネルが開通[1]。自動車でも通れるようになり、難所の天城峠越えは一応解消した。
- 1916年（大正5年） 下田自動車 下田 - 大仁間に米国製乗合バス運行。
- 1924年（大正13年） 駿豆鉄道 大仁 - 修善寺間開通。
- 1933年（昭和8年） 伊東 - 下田間の東海岸道路開通。この後、伊豆半島の陸路は東海岸道路が主となっていく。

## 継立場の一覧
- 原木村（伊豆の国市原木）
- 大仁村（伊豆の国市大仁）
- 湯ヶ島村（伊豆市湯ヶ島）
- 梨本村（河津町梨本）
- 芽原野村（下田市須原）
- 箕作村（下田市箕作）

## 天城を越えた人々
- 1793年（寛政5年） 老中松平定信、海防巡視。
- 1810年（文化7年） 富秋園海若子、伊豆全体を歩く。「伊豆日記」
- 1824年（文政7年） 浦賀奉行小笠原長保、下田巡見。「甲申旅日記」
- 1854年（安政元年） 勘定奉行川路聖謨、日露和親条約折衝。「下田日記」
- 1857年（安政4年） 米国領事タウンゼント・ハリス、江戸へ日米修好通商条約折衝。「日本滞在記」

## 下田街道ゆかりの作品
- 川端康成「伊豆の踊子」、「有難う（有りがたうさん）」
- 松本清張「天城越え」